# Tarun Tejpal
Tarun Jit Tejpal, né le 15 mars 1963, est un journaliste d'investigation indien, fondateur de l'hebdomadaire d'actualités Tehelka.

## Biographie
Engagé dans l'opposition, il a dénoncé des malversations au sein du gouvernement indien en 2001. Menacé de mort, il a vécu sous protection plusieurs années. Il est l'éditeur du Dieu des petits riens d'Arundhati Roy.
Il a  écrit pour plusieurs journaux internationaux : The Paris Review, The Guardian, The Financial Times et Prospect. 
Loin de Chandigarh, son premier roman, devient un succès mondial et est salué par VS Naipaul. L'Histoire de mes assassins, son second roman, est paru en français aux éditions Buchet-Chastel en septembre 2009 avant la parution du texte original anglais en 2010.
Le 28 novembre 2013, un mandat d'arrêt est lancé contre lui pour le viol présumé d'une collègue à Goa ; le scandale est alors l'objet d'une importante couverture médiatique dans le pays. Dans une lettre d'excuses publiques, Tejpal annonce se retirer de son poste. L'affaire, au-delà du simple fait criminel, est vécue comme une trahison de Tejpal envers les progressistes du pays, qui voyaient en lui un symbole d'intégrité. Le 21 mai 2021, le tribunal de première instance de Goa présidé par le juge Kshama Joshi l'a acquitté de toutes les charges.

## Œuvre

### Romans
- The Alchemy of Desire (2006) Publié en français sous le titre Loin de Chandigarh, traduit par Annick Le Goyat, Paris, Buchet-Chastel, 2006 ; réédition, Paris, LGF, « Le Livre de poche » no 30760, 2007
- Story of my Assassins (2010) Publié en français sous le titre L'Histoire de mes assassins, traduit par Annick Le Goyat, Paris, Buchet-Chastel, 2009 ; réédition, Paris, LGF, « Le Livre de poche » no 32135, 2012

- The Valley of Masks (2011)

- The Line of Mercy (2023) Publié en français sous le titre Le Chant des Vaincus, traduit par Sylvie Schneiter, Paris, Buchet-Chastel, 2023

### Autres publication
- Summit of the Powerless (2006), biographies de célébrités indiennes